# Csibor (együttes)
A Csibor egy magyar alternatív rockegyüttes, mely 2010-ben alakult Budapesten. Zenéjében a hatvanas évek beatje keveredik a ska, a punk és a népzene elemeivel.

## Története

### Előzmények
2008-ban jelent meg a jótékony célú Move! válogatáscédé, melyre ismert budapesti ska- és reggae-zenekarok (PASO, Ladánybene 27, Riddim Colony stb.) készítettek közös felvételeket. A Boogie Mamma a Vértévé című számot vette fel az ír popot játszó Gallowglass-szel, melyben a ska stílust a kelta népzenével keverték. Ekkor merült fel először egy közös együttes létrehozásának gondolata. A Csibor repertoárján mind a mai napig szerepel a dal.

### 2010 – Csokoládé
A Vértévében közreműködő zenészek közül három (Bencze Boglárka, hegedű; Várkonyi Mária, fuvola; Zubreczki Dávid, ének) mellé hamarosan másik három társult: Horváth Mátyás (basszusgitár); Molnár Gergely (dob) és Tamás László (gitár). Először 2010 októberében álltak színpadra a Corvintetőn, nem sokkal később megjelent háromszámos kislemezük, a Csokoládé. A korong egy valódi kézműves csokoládéval csomagolva került forgalomba, a címadó dalhoz pedig videóklip is készült.

### 2011 – Taxi
Folyamatos klubkoncertezés után tavasszal ismét stúdióba vonult az együttes, ahol egy hétszámos EP-t rögzítettek Taxi címen. A felvételeket nem hanghordozón adták ki, hanem ismert blogokon (Csajok és pasik, Mandiner, Munkahelyi terror, Szakítós, Szívlapát, Urbanista) tették letölthetővé. Úgy válogatták össze azokat, hogy tematikájuk (városépítészet, szerelem, újságírás stb.) a dalszövegekhez illeszkedjék.
A Taxi hozta meg az első szakmai sikert is az együttesnek: az [origo] zenei magazinja, a Quart.hu B+-ra értékelte munkájukat, míg az AD:renalin május legjobb online kampányai közé választotta a különleges „lemezkiadást”.
A nyári fesztiválszezon után László Tamás kilépett az együttesből (helyét átmenetileg Posta Viktor vette át), de még vele rögzítettek három dalt ősszel az R33 stúdióban. Ezek utómunkálatait Dióssy D. Ákos, a Kispál és a Borz egykori billentyűse végezte el a tél folyamán.

### 2012 – Borbála
Tavaszra új gitárost talált a zenekar Szili Miklós (Boogie Mamma, Three Teadies, Macskanadrág, Super Starsky) személyében és ismét koncertezni kezdett.
Ezzel párhuzamosan Borbála címen megjelentették az előző évben rögzített kiadatlan dalokat, melyek mellé négy régebbi felvétel is került a korongra. Az előző két lemezhez hasonlóan ezt is különlegesen terjesztették. Kezdetben csak koncerteken árulták a kiadványt változó áron: mindenhol annyiba került, mint két korsó a legolcsóbb sörből. Ezen kívül minden cédétokra egyedi gombot varrtak, amivel elsősorban a dizájnmagazinok elismerését vívták ki.
Nyáron klipet készítettek a címadó dalhoz, melyben egy XIX. század végéről a jelenbe csöppent úr keresi fel azokat a helyeket, ahol egykor lányoknak udvarolt. A filmet többek közt a Városligetben, a Szépművészeti Múzeumban és az Uránia Nemzeti Filmszínház kávézójában vették fel, a női főhőst Karafiáth Orsolya alakítja. A klipben már feltűnik Artner Dániel is, aki Szili Miklóst váltotta a gitáros poszton.
Az album egyik dalának - Rohanó világ - részletét egy TV2-n futó reklám zenéjének is felhasználták.